# Crithagra whytii
Il beccasemi cigliagialle o beccasemi dal sopracciglio giallo (Crithagra whytii (Shelley, 1897)) è un uccello passeriforme della famiglia dei Fringillidi.

## Etimologia
Il nome scientifico della specie, whytii, venne scelto in omaggio ad Alexander Whyte, naturalista inglese molto attivo nel Nyasaland.

## Descrizione

### Dimensioni
Misura meno di 15 cm di lunghezza.

### Aspetto
Si tratta di uccelli dall'aspetto massiccio ma slanciato, muniti di testa arrotondata, becco conico, ali appuntite e coda dalla punta lievemente forcuta: nel complesso, questi animali somigliano molto all'affine beccasemi striato, rispetto al quale presentano una maggiore quantità di lipocromo giallo nel piumaggio.
La livrea è dominata dai toni del bruno su tutta l'area dorsale, mentre sulla faccia (anch'essa bruna e più scura rispetto al corpo) sono presenti i classici segni caratteristici di molte specie del genere Crithagra, costituite da sopracciglio, gola ed un'area a mezzaluna sotto la guancia di colore giallastro: la gola è anch'essa giallastra, e decise sfumature gialle sono presenti anche su remiganti e coda. Petto e ventre sono biancastri, con le singole penne munite di punta bruna. Il becco è di colore grigio-nerastro (più chiaro alla base), le zampe sono di color carnicino-nerastro, gli occhi sono di colore bruno scuro.

## Biologia
Si tratta di uccelli diurni, che passano la giornata fra cespugli o erba alta alla ricerca di cibo, muovendosi da soli, in coppie o in piccoli gruppi.

### Alimentazione
La dieta di questi uccelli è composta in massima parte da piccoli semi, ma comprende anche bacche, germogli e, in misura minore, anche piccoli invertebrati.

### Riproduzione
Essendo per lungo tempo stati considerati una sottospecie piuttosto che una specie a sé stante, mancano dati riguardanti la riproduzione di questi uccelli: essa tuttavia molto verosimilmente non differisce in maniera significativa da quanto osservabile nelle specie congeneri e fra i fringillidi in generale.

## Distribuzione e habitat
Il beccasemi cigliagialle vive nell'area attorno alle sponde settentrionali del Lago Malawi, fra Tanzania sud-occidentale, Malawi settentrionale e Zambia nord-orientale.
L'habitat di questi uccelli è rappresentato dal limitare delle foreste e dalle aree alberate con presenza di radure erbose.

## Sistematica
In passato, il beccasemi cigliagialle veniva considerato una sottospecie del beccasemi striato, col nome di Crithagra striolata whytii: attualmente, tuttavia, si tende a considerare questi uccelli una specie distinta.